# Lochy Manhattanu
Lochy Manhattanu (pełna nazwa: Lochy Manhattanu, czyli sztuka innych mediów. Wystawa instalacja) – wystawa sztuki współczesnej, która odbyła się w Łodzi w garażach bloków (tzw. Manhattanu) przy ulicy Piotrkowskiej 182 w dniach 18 maja – 18 czerwca 1989 z inicjatywy artysty Józefa Robakowskiego. Organizatorem i fundatorem wystawy było Muzeum Kinematografii, którym wówczas kierował Antoni Szram.
Na czas trwania wystawy przypadał okres dużej swobody – czasu wolnego od politycznego nadzoru. Na chwilę przed czerwcowymi wyborami w kraju panował polityczny chaos, który sprzyjał nieskrępowanej działalności artystycznej. W takiej atmosferze odbyło się to ostatnie duże wydarzenie niezależnego ruchu artystycznego – wystawa będąca swoistym podsumowaniem podobnych inicjatyw w latach 70. i 80.
Celem wystawy miała być prezentacja postaw artystów różnych pokoleń o postkonceptualnym rodowodzie w ramach wspólnej instalacji. Na wystawę składały się nie tylko instalacje, ale też akcje performance, pokazy filmów i wykłady.

## Uczestnicy
W wystawie wzięło udział wielu artystów i teoretyków sztuki z kraju i zagranicy, m.in.:

- Jerzy Bereś
- Gerhard Jürgen Blum-Kwiatkowski
- Wojciech Bruszewski
- Jerzy Busza
- Jolanta Ciesielska
- Andrzej Ciesielski
- Tadeusz Ciesielski
- Lucjan Demidowski
- Janusz Dziubak
- Mirosław Dębiński
- Gruppa
- Izabella Gustowska
- Jan Hoet
- Aleksander Honory
- Jacek Jóźwiak
- Elżbieta Kalinowska
- Włodzimierz Kiniorski
- Janusz Kołodrubiec
- Tomasz Konart
- Barbara Konopka
- Grzegorz Królikiewicz
- Witold Krymalis
- Jacek Kryszkowski
- Paweł Kwaśniewski
- Natalia LL
- Grupa Łódź Fabryczna
- Łódź Kaliska
- Antoni Mikołajczyk
- Andrzej Mitan
- Stefan Morawski
- Janusz Odoliński
- Andrzej Paruzel
- Yach Paszkiewicz
- Małgorzata Potocka
- Józef Robakowski
- Andrzej Różycki
- Zbigniew Rybczyński
- Zygmunt Rytka
- Jan Świdziński
- Jerzy Truszkowski
- Zbigniew Warpechowski
- Ryszard Winiarski
- Warsztat Formy Filmowej
- Krzysztof Zarębski